# 306386 Carlofavetti
306386 Carlofavetti este o planetă minoră (asteroid) din centura de asteroizi. A fost descoperită pe 6 februarie 1994 la Circolo Culturale Astronomico di Farra d'Isonzo⁠(d) de Circolo Culturale Astronomico di Farra d'Isonzo⁠(d) și a fost numită după Carlo Favetti⁠(d). 
Obiectul prezintă o orbită caracterizată de o semiaxă mare de 2,5429719747589 UAi, o excentricitate de 0,14998658140077, o înclinație de 6,9092628357642 ° în raport cu ecliptica.